# Georges Krins
Georges Alexandre Krins (né à Paris le 18 mars 1889 et mort en mer dans l'Océan Atlantique dans la nuit du 14 au 15 avril 1912) est un violoniste belge, membre de l’orchestre du Titanic.

## Biographie
Georges Alexandre Krins naît dans le 3e arrondissement de Paris le 18 mars 1889, d'Auguste Adolphe Krins, d'origine spadoise, et de Louise Clémentine Petit. Il est de nationalité belge. En 1895, il arrive à Spa, où ses parents tiennent un commerce de mercerie et y apprend le violon.
Après ses études au Conservatoire royal de Liège de 1902 à 1908, il commence sa carrière musicale à Spa avant d'entrer comme premier violon pour une saison au Trianon-Lyrique à Paris, puis au Ritz de Piccadilly à Londres. Fasciné par les Guerres napoléoniennes, il désire se tourner vers l'armée, mais sa famille le pousse à choisir la marine marchande. En avril 1912, il est engagé par CW & FN Black comme violoniste à bord du RMS Titanic ; c'est sa première et seule affectation en mer.
Georges Krins a disparu lors du naufrage du Titanic ; son corps n'a jamais été identifié.

## Hommages

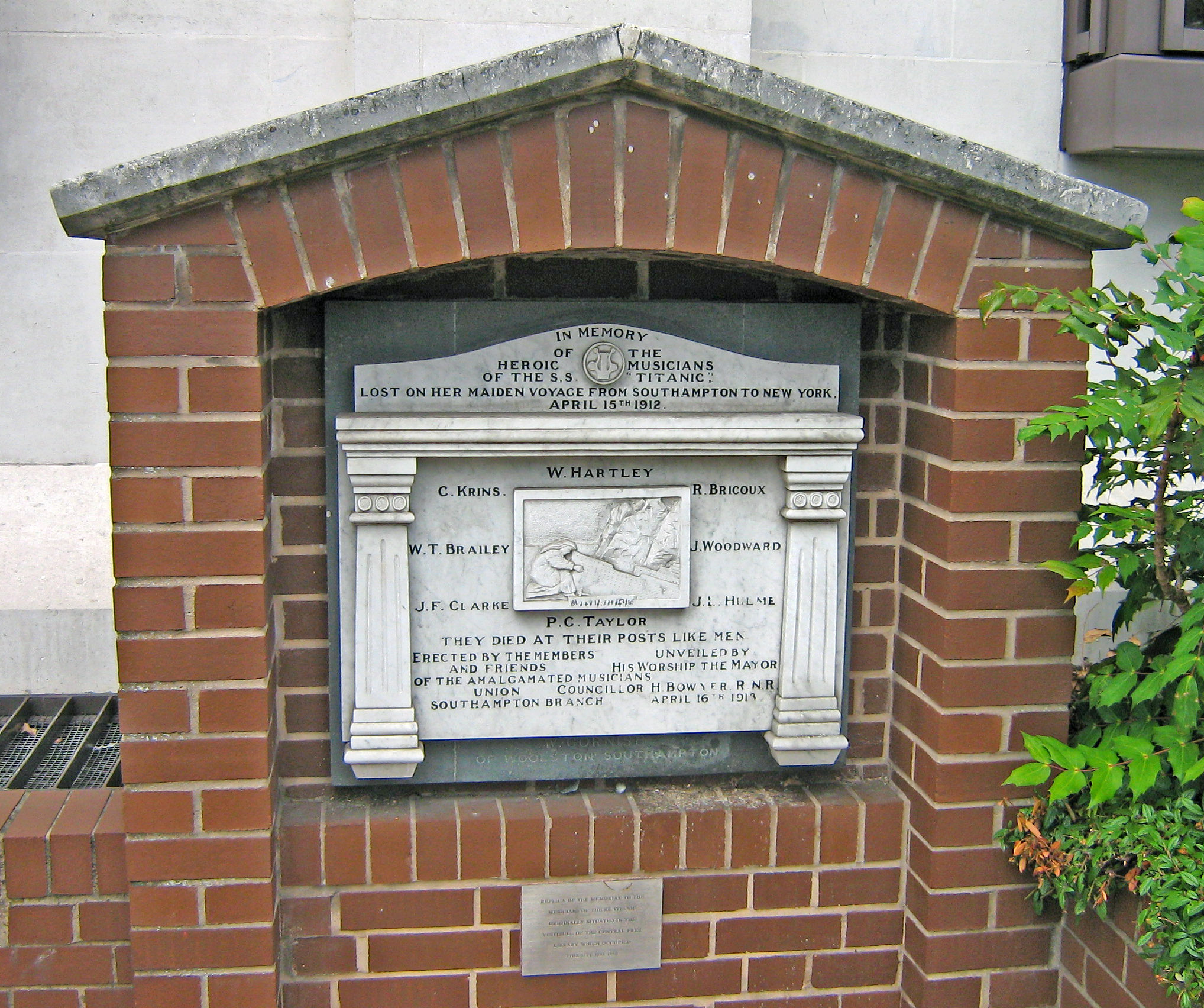
Mémorial aux musiciens du Titanic à Southampton.

En 1912, la ville de Liège décide d'ériger un monument à la mémoire de Georges Krins place Saint-Jacques, mais en raison de la Première Guerre mondiale, ce projet fut abandonné. Ce n'est qu'en 2002 qu'une plaque commémorative a été apposée sur la façade de l'hôtel Cardinal, 21 place Royale à Spa, immeuble où vécut le musicien.
Le nom de Georges Krins figure aussi sur le Mémorial aux musiciens du Titanic (en) édifié en 1913 à Southampton.